# Zamek Szczerba

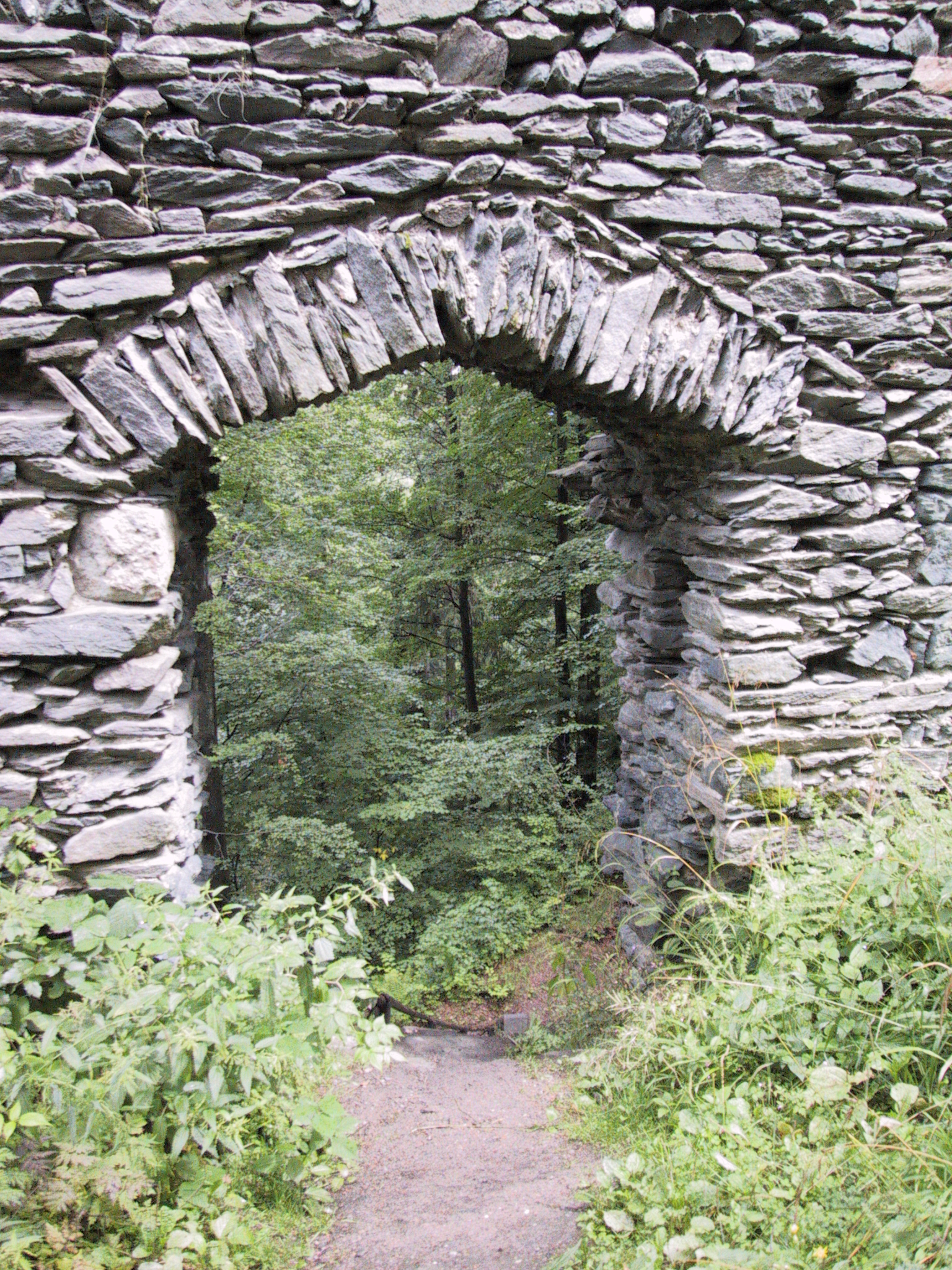
Furta bramna

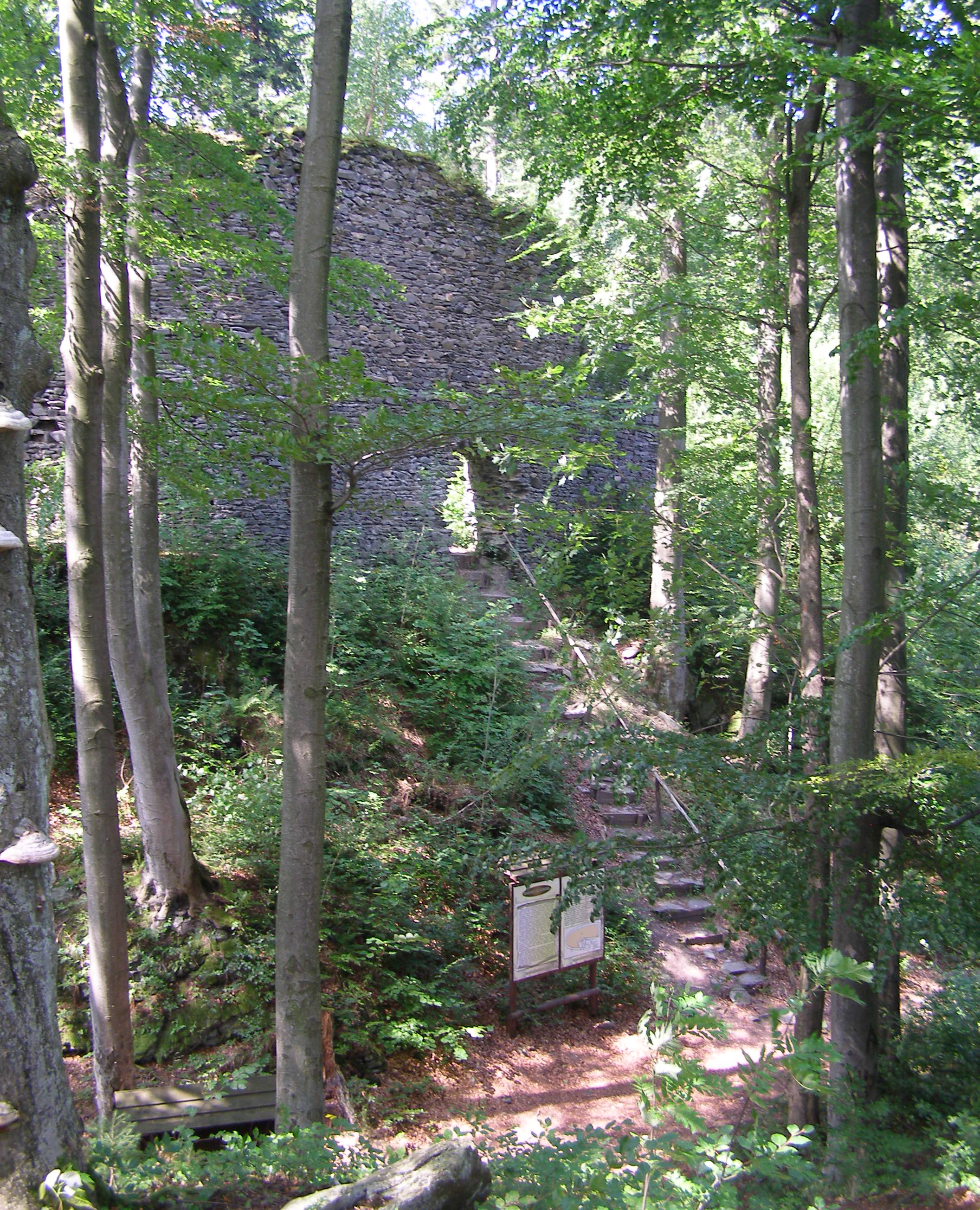
Ruiny Zamku Szczerba – widok na wejście

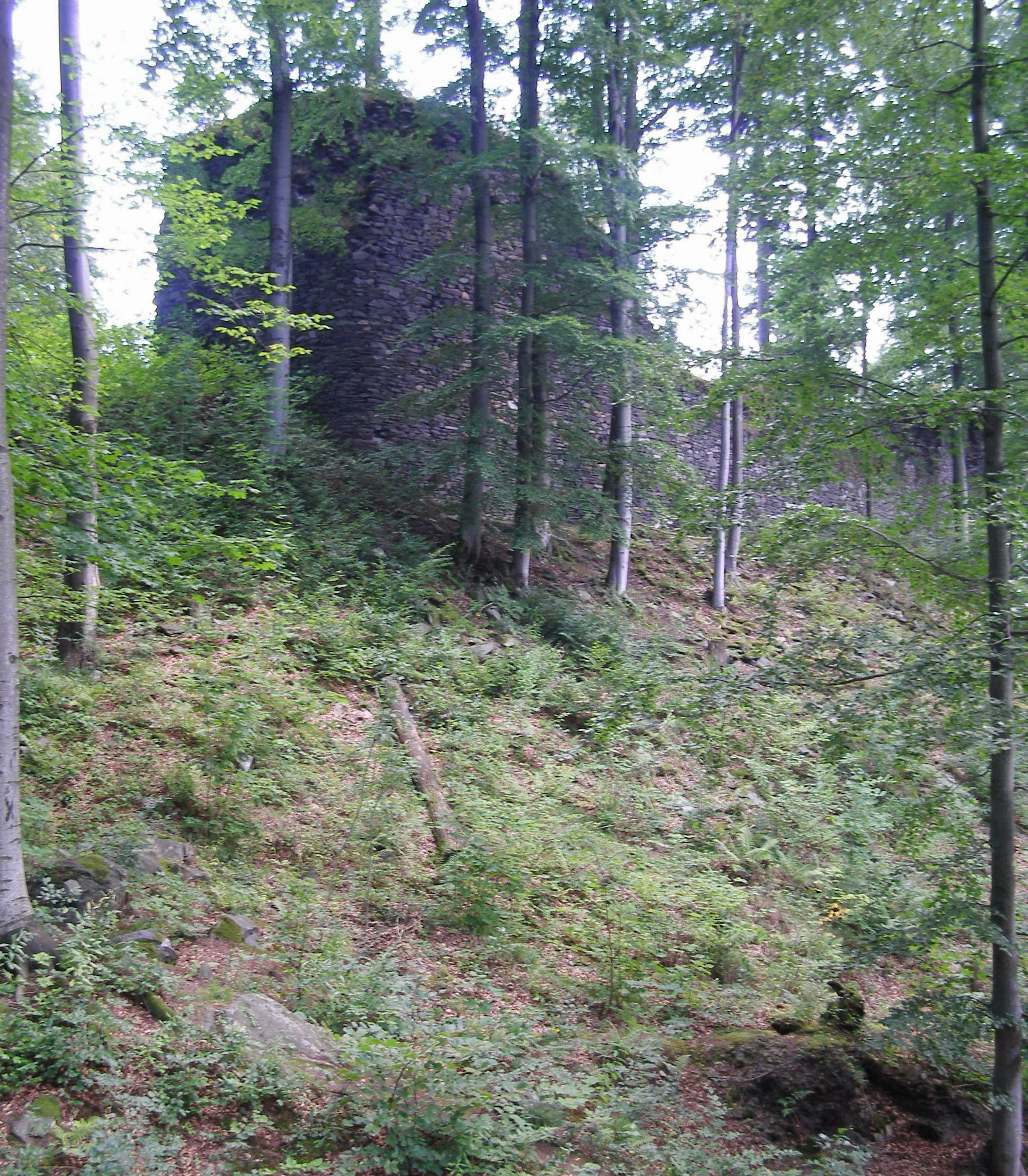
Ruiny Zamku Szczerba – pochyłość pod zamkiem

Zamek Szczerba (niem. Burg Schnallenstein, 1368 Snelsteyn, pierwotna nazwa zamku to Śnielin; w literaturze spotyka się też nazwę Śnielinek) – ruiny zamku w południowo-wschodniej części Gór Bystrzyckich w Sudetach Środkowych w województwie dolnośląskim. 

## Położenie
Ruiny kamiennego zamku Szczerba z około XIV wieku położone są w południowo-wschodniej części Gór Bystrzyckich, blisko drogi wojewódzkiej nr 389 na południe od Gniewoszowa. Zamek został wzniesiony na wysokim gnejsowym wzgórzu zamkowym wznoszącym się 520 m n.p.m. między Diabelskimi Skałkami. Wzgórze zamkowe opływają dwa górskie potoki: Głownia od północy i jej dopływ Gołodolnik od południa. Otoczenie ruin zamku stanowią naturalne lasy liściaste i mieszane.

## Historia
Historia powstania i funkcjonowania warowni położonej w pobliżu wsi Gniewoszów okryta jest cieniem tajemnicy, niewiele zachowało się dokumentów mówiących o dziejach i losach historycznych tego zamku. Nieznany jest również fundator, ani czas, w którym powstał pierwszy zamek. Przypuszcza się, że na miejscu obecnego zamku już na początku XI wieku, w okresie sporów Bolesława Chrobrego z Czechami o ziemię kłodzką, istniał niewielki gród. Kamienny zamek został zbudowany w późniejszym okresie przez polskich rycerzy. Pod koniec XIII wieku, czeski król Wacław II podarował zamek opactwu cystersów z Kamieńca Ząbkowickiego, ale zamek nie był długo w rękach zakonu, ponieważ w 1318 roku został po raz pierwszy zniszczony. Po odbudowie w drugiej połowie XIV wieku zamek objęli w posiadanie rycerze czescy. W 1358 roku właścicielem zamku i okolicznych dóbr był Otto Schuler, syn wywodzącego się z Łużyc rycerza Ottona von Glaubitza, właściciela Międzylesia. Z tego też okresu pochodzi pierwsza pewna wzmianka pisana o zamku (Otton de Glubocz, nunccupato de Snellinstein). Rodzina Glaubitzów prawdopodobnie otrzymała tę posiadłość na początku XIV wieku, w związku z objęciem ziemi kłodzkiej przez Jana Luksemburskiego. Do 1428 roku panem na Szczerbie był Bernhard Glaubitz, starosta kłodzki. W 1428 roku oddziały husyckie zdobyły i zniszczyły (używając do tego już artylerii) małą warownię, której nigdy już nie odbudowano.
Tradycyjnie przez następne wieki zamek spełniał funkcję tytularnej siedziby zarządu dóbr międzyleskich. Potem przez stulecia zmieniali się właściciele zamkowych ruin: od sołtysów pobliskiego Gniewoszowa, przez Paula Prebira, rodzinę von Tschirnhaus, hrabiów von Althann, baronów von Stillfried. W XIX stuleciu właścicielami ruin byli: hrabia von Magnis oraz królewna Marianna Orańska, pani na zamku w Kamieńcu. W rękach jej potomków, bocznej linii Hohenzollernów, zamek pozostawał do 1945 roku. Zamek "Szczerba" należy do grupy tych pechowych zamków, których byt zakończył się po kilkudziesięciu latach funkcjonowania.

## Architektura
Zamek Szczerba zbudowano pod koniec XIII wieku z nieobrobionego kamienia, na obrysie nieregularnego owalu, w kształcie podkowy, prosto ściętego w kierunku zachodu, z występem na północ. Mury obronne o długości ponad 100 m, wysokości 9 m i grubości około 1,5 m otaczały niewielki dziedziniec zamkowy o długości (na linii wschód - zachód) 40 m i szerokości 10–18 m. Od południa, południowego zachodu i zachodu otaczała mury zamkowe głęboka sucha fosa wykuta w skale. Całość powierzchni zamku wynosiła około 1000 m². Do zamku prowadziła droga przez most zwodzony nad fosą i wąską bramę o szerokości 3 m, natomiast w północnym odcinku muru zachodniego mieściła się wąska brama boczna (furta), prowadząca na zamkowy dziedziniec. Do północnego muru (od strony doliny Głowni) przylegały dwukondygnacyjne zabudowania mieszkalne, zbudowane na planie zbliżonym do czworoboku o wymiarach 9,5 x 19,5 m, posiadające cztery pomieszczenia mieszkalne. Część mieszkalna zamku była podpiwniczona. Na skale na wprost bramy mogła stać niewielka kaplica zamkowa. Ciasny dziedziniec mieścił w północno-wschodnim narożniku wieżę, a przy murze znajdowały się stajnie, zabudowania gospodarcze i pomieszczenia dla załogi.
Od XVI w. ruiny służyły jako źródło kamienia budowlanego. Dzięki temu odsłonięte zostały zawalone pierwotnie gruzem dolne, sklepione kondygnacje, fragmenty schodów itp.

## Funkcja zamku
- Strzegł drogi handlowej biegnącej przez Przełęcz nad Porębą do Czech.
- Pełnił funkcję ośrodka feudalnej władzy nad rozległą okolicą, obejmującą część Gór Bystrzyckich, Wysoczyznę Międzylesia i zachodnie stoki Śnieżnika, zwaną państwem śnielińskim (Śnielin).
- Spełniał funkcję tytularnej siedziby zarządu dóbr międzyleskich[3].

## Zamek obecnie
Obecnie budowla stanowi dobrze czytelną ruinę. Do dziś mimo upływu przeszło pięciu stuleci zachowały się obszerne fragmenty: grubych obronnych murów obwodowych, których wysokość sięga miejscami 9 metrów, baszta, dziedziniec, oraz pozostałości kamiennego budynku mieszkalnego i bramy. Wokół zamku widoczne są pozostałości po suchej fosie.
Malowniczy obiekt znajduje się po lewej stronie drogi prowadzącej z Międzylesia do Gniewoszowa, kilkaset metrów na północ od wsi Różanka, zasłonięta drzewami ruina w miesiącach jesienno-zimowych jest widoczna z pobliskiej drogi, ale łatwo można ją przeoczyć, ponieważ kamienne mury zupełnie zlewają się z licznie porozsiewanymi w okolicy zamku gnejsowymi skałkami. 31 marca 2007 r. zamek oficjalnie przeszedł z rąk Nadleśnictwa Międzylesie do Międzyleskiego Związku Drużyn Szczerba (ZHP).

## Okoliczne atrakcje turystyczne
- Widokowa Szosa Sudecka
- Fort Wilhelma
- Schronisko Jagodna na Przełęczy Spalona.
- Liczne zabytki w sąsiedniej wsi Niemojów
- Jaskinia Solna Jama